# 김광섭 (시인)
김광섭(金珖燮, 1905년 9월 22일~1977년 5월 23일)은 일제강점기 시대부터 활동했던, 대한민국의 시인이자 대학 교수였었다. 경희대 국문과 교수(1961.08.~1962.08.)를 지낸 그는 아울러, 번역문학가 겸 문학평론가이기도 하였으며, 전직 정치인이었었다. 호(號)는 이산(怡山)이다.
그의 사후, 그의 정신과 문학을 기리기 위해 1989년에 그의 12주기를 기하여,  《이산문학상》이 만들어져, 〈문학과지성사〉의 주관으로 시행되고 있다.

## 생애
그는 1905년, 대한제국 함경북도 경성에서 출생했으며, 1917년 《함북경성공립보통학교》를 졸업하고, 1919년 9월 21일(15세 생일 하루 전날 시절)에, 경성중앙고보 3학년 재학 중에 3년 연상녀 출신의 당시 18세 처자 이순학(개명 이전의 이름은 이학순)과 결혼하였으며, 1921년 2월, 경성중앙고등보통학교를 4학년 2학기 모두 수료하고 같은해(1921년) 3월에 경성중동고등보통학교로 5학년으로 전입학을 한 후, 1923년 3월에 졸업했다. 그 이후 1927년, 일본 도쿄에 유학하여 1931년, 일본 도쿄 와세다 대학교 영어영문학과에 입학하였고, 1933년 8월에 학사 학위를 취득하였다.
일본으로 떠나기 직전이던 1927년, 《경성중동고보 동창회 회지》에 시 〈모기장〉을 발표하면서, 그때부터 본격적으로 창작 활동과 문단 활동을 시작하게 된다. 그 후 1931년에는, 자신이 지난 1923년 3월에 졸업했었던 경성의 중동고보의 영어 교사로 재직하였으며, 1933년 「극예술연구회」에 참가했고, 바로 여기서 서항석, 함대훈, 모윤숙, 노천명 등과 사귀었다. 1938년에 첫 시문집인 《동경》을 냈다. 1941년 12월 당시에는, 경성중동고보 학생들에게 민족 사상을 고취한 혐의로 일본 경찰에 체포되어 재판(일제 시대 경성지법)에서도 소위 특별 보안법 위반죄 적용으로써 징역 6년 6개월형 선고를 받고 수감(收監)되었으며, 수감 3년 8개월(44개월)차 시절이던, 1945년 8월 15일, 일본이 패망하는 을유 해방(8·15 광복)이 도래하였고, 바로 이것으로 인하여 자국(自國)의 해방(解放)과 함께 해감(解監)되면서 풀려났다.
1948년 8월 15일, 대한민국 정부 수립 후, 1955년 11월에서부터 이듬해 1956년 12월까지 어언 1년 1개월 동안 경무대 대통령 비서실 공보국 국장 등을 지냈으며, 1961년 8월에서부터 1962년 8월까지 어언 1년 동안, 경희대학교 국어국문학과 교수 등을 잠시 역임했다.
1965년 4월 15일 목요일, 야구 경기 관람 도중 갑자기 뇌출혈로 인하여 쓰러진 이후에도 계속 창작 활동을 하여, 그의 대표작인 〈성북동 비둘기〉를 발표했다. 이 시는 대한민국의 고등학교 국어 교과서에도 실렸다.
1969년 9월 21일, 금혼식(결혼 50주년)의 간소 피로연 및 하루 앞당긴 65세 생일 잔치 등을 조촐히 치렀으며, 1970년 3월 1일, 대한민국 국민훈장 모란장을 받았고, 같은 해 1970년 10월 6일, 부인 이순학 여사를 상배(부인 향년 69세)하였으며, 1975년 12월 1일 월요일, 만48년간의 시문학 분야에서 공식적인 본격 은퇴를 선언한 그는, 1977년 3월 1일, 대한민국 건국포장을 받았고, 같은 해 1977년 5월 23일에, 뇌졸중으로 여의도 삼부아파트 자택에서 향년 73세로 죽었다.

## 학력
- 함북경성보통학교(1917년 3월, 졸업)
- 경성중앙고등보통학교(1921년 3월, 수료)→경성중동고등보통학교(1923년 3월, 졸업)
- 일본 도쿄 와세다 제1고등학원 문과(1930년 3월, 전문학사)
- 일본 도쿄 와세다 대학교 영어영문학과(1933년 8월, 학사)

## 사후
2008년 8월, 학술지 《‘한국사 시민강좌’》의 하반기호(43호)에서 대한민국 건국 60주년 특집 ‘대한민국을 세운 사람들’  을 선발, 건국의 기초를 다진 32명을 선정할 때 문화, 종교, 언론 부문의 한 사람으로 선정되었다.

## 작품 세계
1931년 창간한 《문예월간(文藝月刊)》 동인으로 시작할 이 무렵에, 시작품 《고독(孤獨)》, 《푸른 하늘의 전락》, 《고민의 풍토》 등의 고요한 서정과 냉철한 지적인 성격의 시편들이 대한의 민족 동포들의 주목을 끌기도 하였다.

## 평가
1932년부터 1938년까지의 그의 작품에는 식민지 시대의 지성인들이 겪는 고뇌와 민족 의식이 짙게 두드러져 있어 그런지 일제강점기 시대 말기의 혼돈 짙은 번뇌파(煩惱派)의 문학관(文學觀)의 표본으로 여기어지기도 한다.

## 주요 저서
시집
- 《동경(憧憬)》(1938)
- 《마음》(1949)
- 《해바라기》(1957)
- 《이삭을 주울 때》(1965)
- 《성북동 비둘기》(1969)
- 《반응-사회시집》(1971)
- 《김광섭시전집》(1974)
- 《겨울날》(1975)

자전 문집
- 《나의 옥중기》

## 김광섭을 연기한 배우
- 서재호 - 2010년 《6·25 전쟁과 이승만》, 연극